# Provincia de Dobrich
La provincia de Dobrich (en búlgaro: Област Добрич), es una provincia u óblast ubicado al noreste de Bulgaria. Limita al norte con Rumanía; al este con el mar Negro; al sur con las de Varna y Shumen y al oeste con la de Silistra.

## Subdivisiones
La provincia está integrada por ocho municipios:
- Municipio de Balchik (capital: Balchik)
- Dobrich (municipio urbano formado por la capital provincial)
- Dobrichka (municipio rural con capital en Dobrich)
- Municipio de General Toshevo (capital: General Toshevo)
- Municipio de Kavarna (capital: Kavarna)
- Municipio de Krushari (capital: Krushari)
- Municipio de Shabla (capital: Shabla)
- Municipio de Tervel (capital: Tervel)

## Principales localidades
Las localidades con más de mil habitantes en 2011 son las siguientes:
1. Dobrich, 91 030 habitantes
2. Balchik, 11 610 habitantes
3. Kavarna, 11 549 habitantes
4. General Toshevo, 6928 habitantes
5. Tervel, 6062 habitantes
6. Shabla, 3401 habitantes
7. Obrochishte (Balchik), 2263 habitantes
8. Orliak (Tervel), 1749 habitantes
9. Krushari, 1402 habitantes
10. Stozher (Dobrichka), 1326 habitantes
11. Balgarevo (Kavarna), 1321 habitantes
12. Zarnevo (Tervel), 1236 habitantes
13. Bezmer (Tervel), 1162 habitantes
14. Karapelit (Dobrichka), 1111 habitantes
15. Kranevo (Balchik), 1034 habitantes
16. Kardam (General Toshevo), 1019 habitantes